# Konrad von Sydow
 Konrad Anton Wilhelm von Sydow (* 28. Oktober 1853 in Dobberphul; † 1. Dezember 1929 in Stolzenfelde) war ein deutscher Jurist und Politiker.

## Familie
Konrad von Sydow entstammte dem brandenburgischen Uradelsgeschlecht der Sydow. Seine Eltern waren der Gutsbesitzer auf Stolzenfelde, Wilhelm Karl Friedrich von Sydow (1823–1907) und Antonie, geb. von der Heyden (1826–1908), Tochter der Helene von Cranach und des Ritterschaftsrates, kgl. preuß. Rittmeisters und Gutsherrn Wilhelm von der Heyden-Kremlin.
Konrad von Sydow heiratete 1890 die spätere Schriftstellerin Margarethe, geb. von Weiß (1869–1945). Seine Frau war die Tochter des Landrats Dr. jur. Oskar von Weiß und dessen erste Ehefrau Anna von Flemming (* 1. September 1839; † 24. Mai 1871). Margarethe von Konrad von Sydow hatten drei Kinder. Tochter Elisabeth-Charlotte heiratete den Landrat Karl Lindenberg, der Sohn Heinrich wurde Gutserbe und ist seit 1945 verschollen. Die jüngere Tochter ließ sich von ihrem Mann Oberst Hermann von der Lancken 1933 scheiden.  
Der Landrat und westfälische Konsistorialpräsident Günther von Sydow war einer seiner Brüder.

## Leben
Konrad von Sydow besuchte das Gymnasium in Wernigerode. Er studierte in Bonn Jura und wurde dort 1875 Mitglied des Corps Borussia. Er war als Gerichtsassistent und Regierungsassistent bei der Bezirksregierung in Posen tätig, bevor er 1887 zum Landrat des Landkreises Beuthen ernannt wurde. Er blieb bis 1892 auf diesem Posten. Anschließend bewirtschaftete er das väterliche Rittergut Stolzenfelde. 1902 zum Kammerherrn ernannt, wurde er 1905 auf Präsentation des Landschaftsbezirks Neumark (Soldin) ins Preußische Herrenhaus berufen. Sydow gehörte dem Herrenhaus bis zu dessen Auflösung 1918 an.